# Germana Esperanto-Junularo
La Germana Esperanto-Junularo, o Deutsche Esperanto-Jugend (GEJ o DEJ; letteralmente "Gioventù Esperantista Tedesca") è un'associazione culturale giovanile attiva in Germania, avente come obiettivo la promozione della lingua esperanto presso i giovani.
L'età limite prevista per i soci è pari a 27 anni, come dettato dalle leggi federali tedesche in materia delle sovvenzioni destinate all'associazionismo giovanile. Fra di essi, si distinguono membri di categoria A e di categoria B, a seconda dell'età. La categoria C è usata per premiare figure simboliche. I membri che oltrepassano il limite di 27 anni possono diventare membri sostenitori.
Dal punto di vista internazionale, la GEJ è la sezione tedesca della TEJO, l'Organizzazione Mondiale della Gioventù Esperantista, che come l'Associazione Universale Esperanto collabora con l'UNESCO e con le Nazioni Unite.
La GEJ è inoltre la sezione giovanile della Germana Esperanto-Asocio, sezione tedesca della Associazione Universale Esperanto. I membri della GEJ di categoria A sono automaticamente considerati membri della GEA.
Attuale presidente dell'associazione (dal 2007) è Julia Hell.

## Attività e iniziative

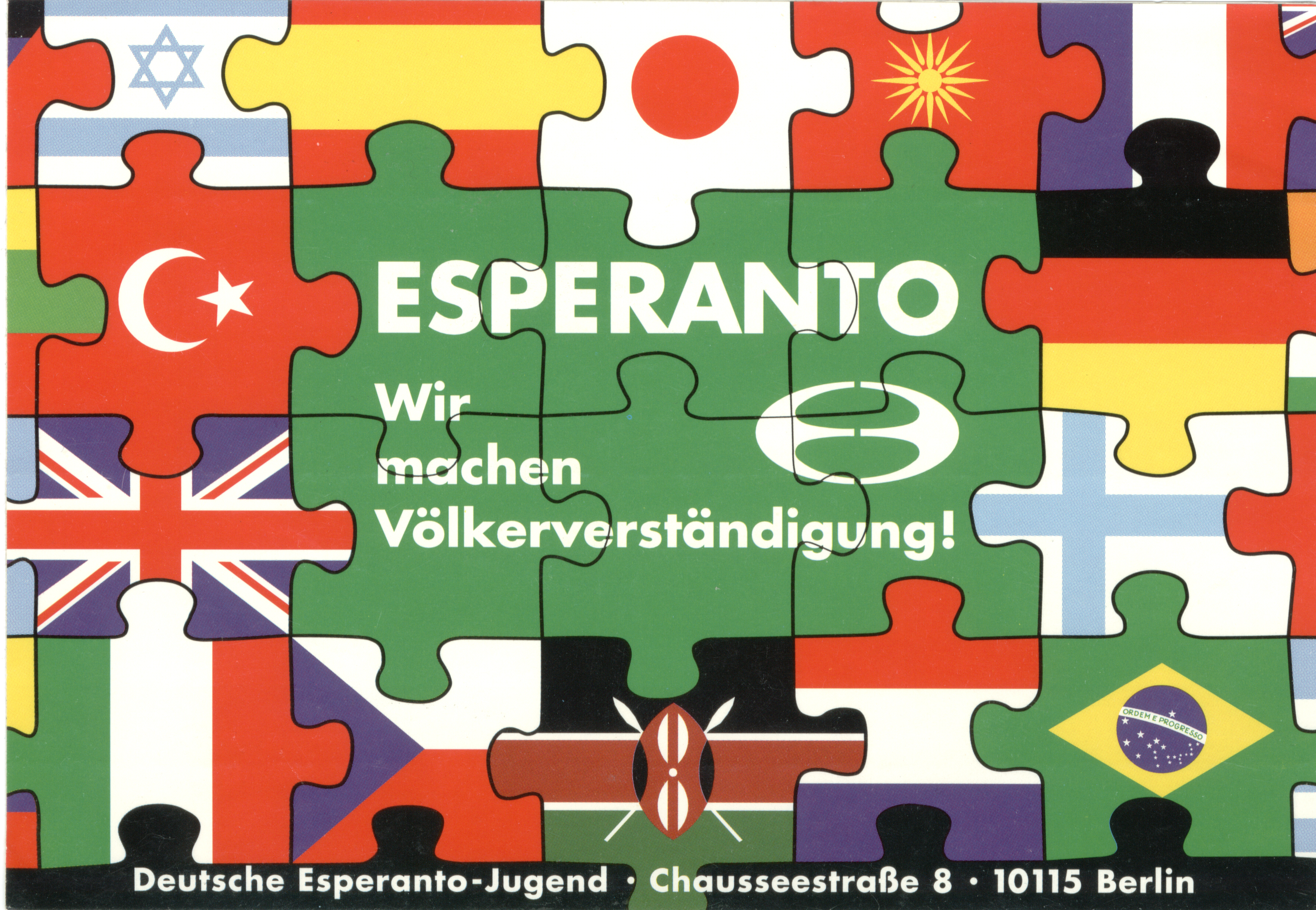
Un francobollo relativo all'esperanto, edito dalla GEJ attorno al 1997.

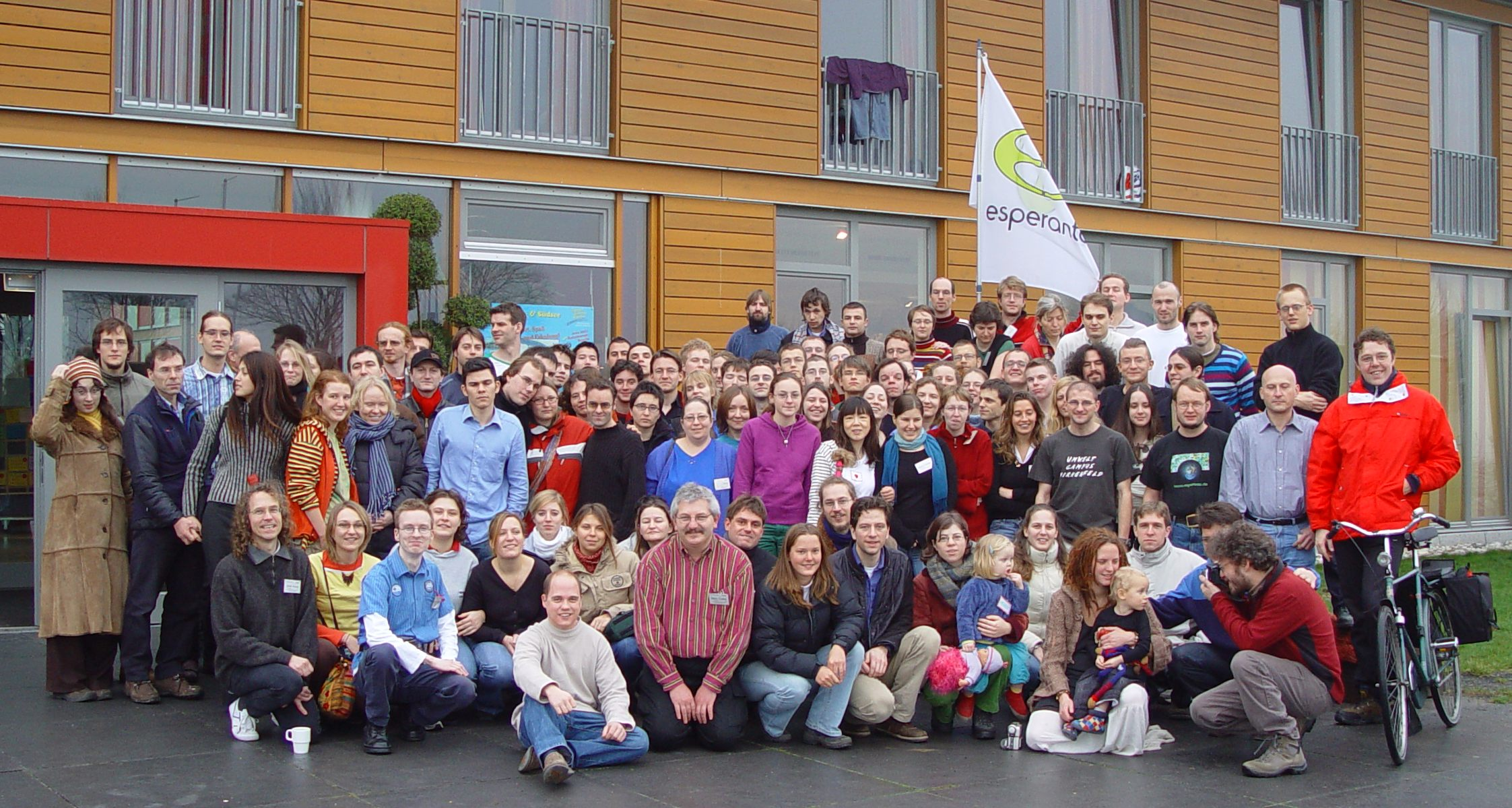
Una foto di gruppo di alcuni partecipanti allInternacia Seminario del 2005-06, il principale incontro esperantista organizzato dalla GEJ (oggi Junulara Esperanto-Semajno).

La Germana Esperanto-Junularo si dedica principalmente alle seguenti attività:
- La pubblicazione di una rivista in lingua esperanto, Kune, rivolta ai propri membri. La rivista era precedentemente nota come GEJ-Gazeto.
- Fino al 2008, la GEJ ha inoltre organizzato annualmente l'Internacia Seminario (IS), uno degli incontri esperantisti giovanili di maggior successo, tenutosi ininterrottamente per 57 anni consecutivi, nella settimana di Capodanno, in una diversa località tedesca. A partire dal 2009 la GEJ, assieme alla Gioventù Esperantista Polacca, si occupa dell'organizzazione e della realizzazione della Junulara Esperanto-Semajno, un nuovo incontro annuale nato dalla fusione fra l'IS e l'Ago-Semajno.

## Organizzazione interna

### Commissioni
La GEJ si compone delle seguenti commissioni, che si occupano di aspetti specifici dell'attività dell'associazione:
- KonKERo - relazioni esterne
- KasKo - finanze
- BerO - uffici di Berlino
- KIR - collaborazioni internazionali
- IReK - presenza in rete
- MA - amministrazione dei membri
- KAPRi - azione pubblica
- KoLA - azione a livello locale
- SuPo - ricerca sovvenzioni
- KKRen - organizzazione di incontri
- KINo - istruzione dei nuovi soci
- Kune - rivista ufficiale per i soci

### Cronologia dei presidenti

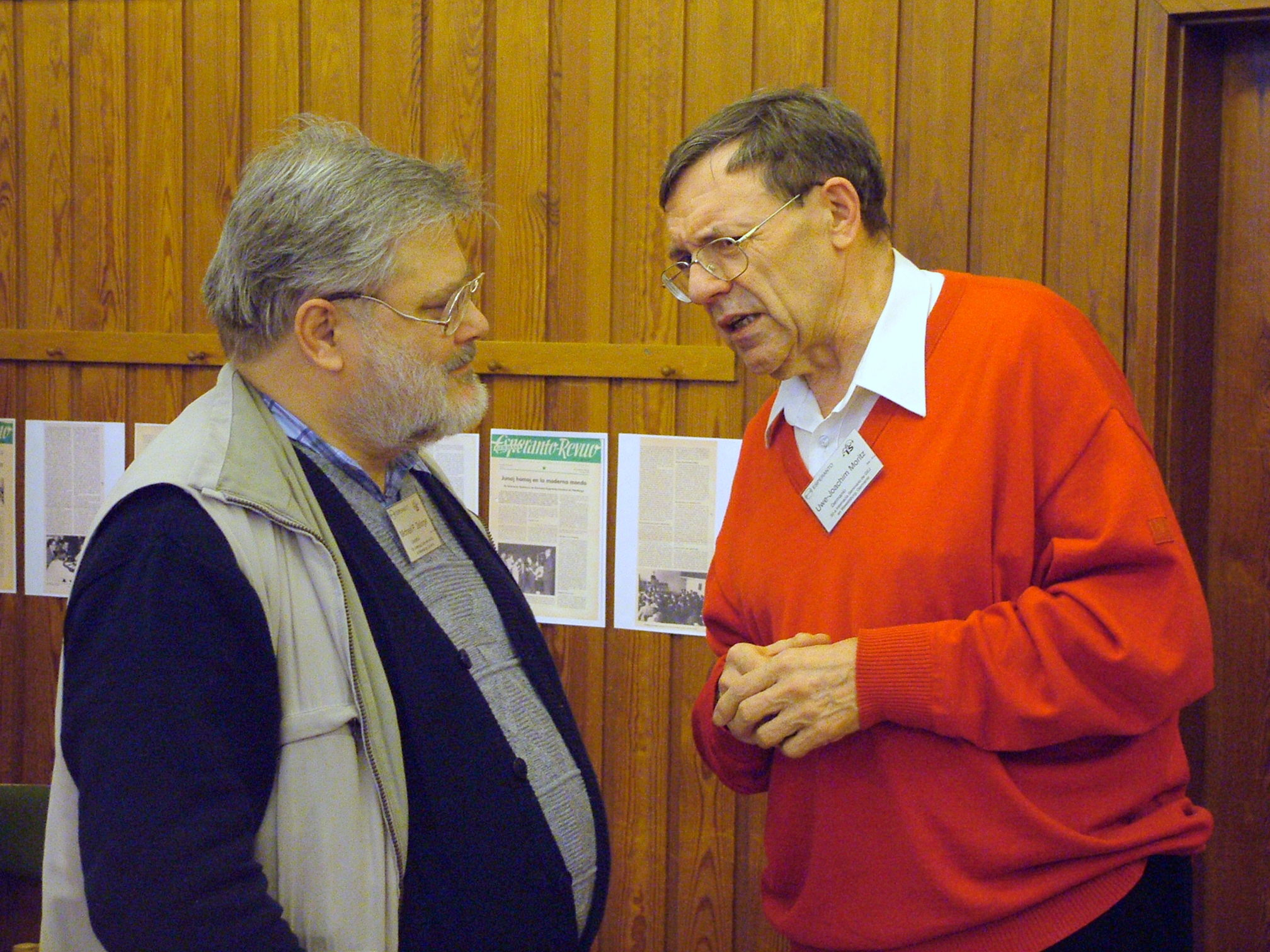
Gli ex presidenti Michael Zeilinger e Uwe Joachim Moritz, a dicembre 2006.

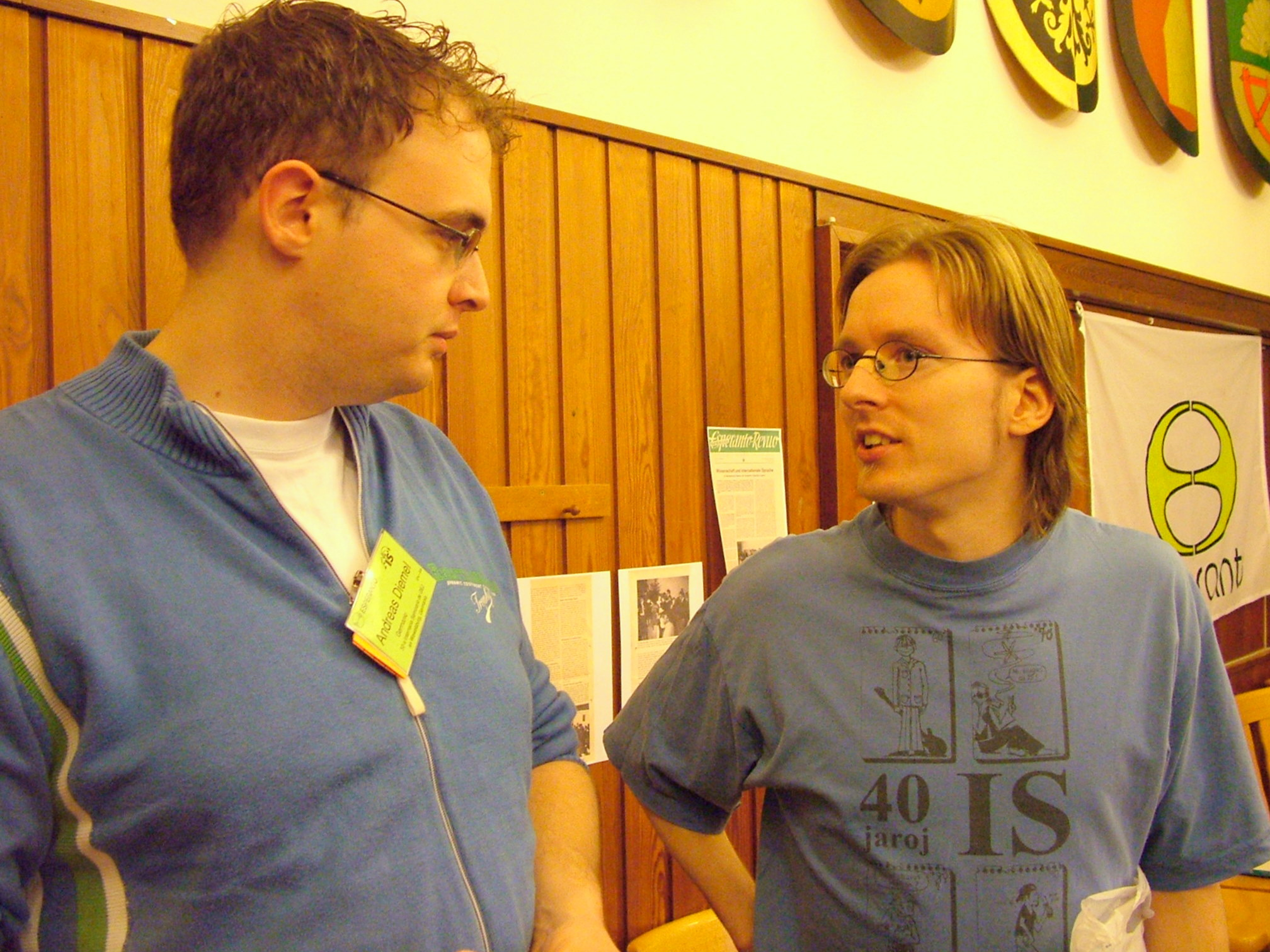
Gli ex presidenti Andreas Diemel e Gunnar Fischer, a dicembre 2006.

Segue un prospetto dei presidenti della GEJ dalla fondazione ad oggi. Le elezioni sono solite avvenire il 31 dicembre di ogni anno.
- 1951-52: Michel Schmidt
- 1952-53: Franz-Josef Scholz
- 1953-54: Gerd-Joachim Brinkmann
- 1954-55: Ewald Ebmeier
- 1955-61: Richard Reuchlin
- 1961-64: Uwe-Joachim Moritz
- 1964-65: Michael Zeilinger
- 1965-69: Uwe-Joachim Moritz
- 1969-70: Peter Kühnel
- 1970-74: Helmut Klünder
- 1974-76: Ulrich Brandenburg
- 1976-82: Franz Kruse
- 1982-84: Ursula Felhölter
- 1984-88: Thomas Bormann
- 1988-90: Martin Haase
- 1990-92: Thomas Pusch
- 1992-94: Dagmar Schütte
- 1994-96: Ulrich Görtz
- 1996-00: Marko Naoki Lins
- 2000-01: Gunnar R. Fischer
- 2001-05: Felix Zesch
- 2005-07: Andreas Diemel
- Dal 2007: Julia Hell